# Johann Baptist Bauer (Politiker)
Johann Baptist Bauer (* 13. Dezember 1797 in Parsberg; † 19. März 1867 in Heilbronn) war ein deutscher Jurist, Verwaltungsbeamter sowie Politiker.

## Herkunft
Johann Baptist Bauer wurde in Parsberg als Sohn des Johann Jacob Bauer und dessen Ehefrau Walburga Bauer geb. Götz geboren und katholisch getauft.

## Bildung
Bauer studierte an der Universität Landshut Rechtswissenschaften und erwarb 1817 den Dr. der Rechte mit einer Arbeit über Moratorien nach Römisch-Deutsch- und Baierischen Bestimmungen. Die Arbeit wurde 1819 gedruckt.

## Beruf
Bauer war vom 6. Juli 1826 bis 29. Januar 1836 Stadtschultheiß in Schelklingen und versah gleichzeitig die Funktionen eines Ratsschreibers, Verwaltungsaktuars und Amtsnotars. Am 19. Oktober 1835 wurde er zum Gerichtsnotar in Langenburg befördert; seit 17. Oktober 1839 war er Gerichtsnotar in Heilbronn. In Heilbronn erhielt er das Bürgerrecht durch seine am 19. Oktober 1849 erfolgte Wahl in den Katholischen Stiftungsrat, aber ohne Familie.
Während seiner Amtszeit in Schelklingen machte er sich insbesondere um die Achtalentwässerung verdient. Eine Hauptursache für die Versumpfung der oberen Wiesen im Schelklinger Achtal war die Aufstauung des Achwassers am Stauwehr der Schelklinger Mahlmühle. Aus diesem Grund wurde der Ankauf der Mühle und der Abbruch des Mühlwerks beschlossen. Die Ach wurde von ihrem Quelltopf beim Kloster Urspring bis Weiler verengt (unter Beseitigung mehrerer Flussinseln, sogenannter Wöhrt) begradigt und durch Ausgraben tiefergelegt. Neu angelegte Abzugskanäle sollten die Wiesen entwässern. Am 11. Dezember 1837 teilte die Stadt Schelklingen dem Oberamt Blaubeuren mit, „daß nunmehr sämtliche Aachtalcorrektionsarbeiten fertig sind“. Die der Stadt entstandenen Kosten betrugen mehr als 5000 fl (zum Vergleich: der Gemeindeetat Schelklingens für 1837/38 sah Einnahmen von 1928 fl vor). In einer Entschließung vom 11. April 1832 bewilligte der König 1000 fl als Beitrag zu den Aachtalentwässerungskosten. Insgesamt wurden 5 5/8 Morgen Land im Wert von 413 fl 48 kr gewonnen, welches an die anstoßenden Wiesenbesitzer verkauft wurde.
Vom 15. Januar 1833 bis 1843 war Bauer württembergischer Landtagsabgeordneter für den Oberamtsbezirk Wiblingen (1842 umbenannt in Oberamt Laupheim).

## Familie
Bauer heiratete in Schelklingen am 7. Mai 1829 Margaretha Christiane Ludovica Gruber, geboren in Augsburg am 20. Oktober 1800, die Adoptivtochter des Oberamtmanns Ströbel in Augsburg und dessen Ehefrau Magdalena Barbara. Die Ehefrau wurde am 3. März 1829 ins württembergische Landesuntertanenrecht aufgenommen und erhielt das Bürgerrecht in Schelklingen am 14. Mai 1829. Sie war eine vorteilhafte Partie, denn sie brachte 5000 fl Vermögen in die Ehe. In der Ehe wurden mindestens vier Kinder geboren, welche aber alle früh verstarben. Gerichtsnotar Bauer verstarb in Heilbronn, nachdem er kurz zuvor in den Ruhestand versetzt worden war, am 19. März 1867. Seine Ehefrau verstarb als Witwe (in Heilbronn?) nach dem 19. März 1867.

## Werke
- Inaugural-Abhandlung über Moratorien nach Römisch-Deutsch- und Baierischen Bestimmungen. Dissertation Universität Landshut. Juristische Fakultät 1817. Landshut: Gedrückt bey Franz Seraph Storno, 1819. 36 S.